# 王征 (解放军)
王征（1959年1月—）河北景县人，中国人民解放军海军中将。
曾任空军政治部宣传部部长，2012年出任中国人民解放军空军研究院政委。2014年11月，调任济南军区空军政治部主任。2016年1月起，担任济南军区空军善后办政委、北部战区空军政治工作部主任等职。2018年5月，升任海军政治工作部主任，跻身副战区级。2019年6月，晋升海军中将。2022年6月转任海军副政治委员。